# Халыков, Абдул Сулейман оглы
Абдул Сулейман оглы Халыков (азерб. Əbdül Süleyman oğlu Xalıqov; 24 января 1915, Благовещенск — 30 июля 1996, Баку) — почётный сотрудник органов государственной безопасности СССР, генерал-майор, заместитель Председателя КГБ Азербайджанской ССР с 1970 по июль 1985 года.

## Награды
- Орден Ленина (1967).
- Орден Красной Звезды (1949, 1984).
- Орден Красного Знамени.
- Орден «Золотого Слона» (Лаос).
- Более 20 медалей СССР.
- Три почётные Грамоты Президиума Азербайджанской ССР.
- Грамоты КГБ СССР.